# Раков, Николай Павлович
Николай Павлович Раков (1908 — 1978) — советский борец классического и вольного стилей, чемпион и призёр чемпионатов СССР по классической борьбе, призёр чемпионата СССР по вольной борьбе, Заслуженный мастер спорта СССР (1943). Судья всесоюзной категории.
Увлёкся борьбой в 1928 году. Тренировался под руководством Ялмара Кокко. Выступал в легчайшей весовой категории. В 1935 году выполнил норматив мастера спорта СССР. Участвовал в 18 чемпионатах СССР.
Скончался в сентябре 1978 года.

## Спортивные результаты
- Чемпионат СССР по классической борьбе 1934 года — ;
- Чемпионат СССР по классической борьбе 1935 года — ;
- Чемпионат СССР по классической борьбе 1936 года — ;
- Чемпионат СССР по классической борьбе 1938 года — ;
- Чемпионат СССР по классической борьбе 1939 года — ;
- Чемпионат СССР по классической борьбе 1941 года — ;
- Чемпионат СССР по вольной борьбе 1945 года — ;